# Успенский, Борис Андреевич
Бори́с Андре́евич Успе́нский (род. 1 марта 1937, Москва) — советский и российский филолог, лингвист, семиотик, историк языка и культуры, теоретик искусства. Доктор филологических наук, профессор, заведующий лабораторией лингвосемиотических исследований ВШЭ.

## Биография
Родился в семье драматурга Андрея Васильевича Успенского (1902—1978). Окончил Московский университет по специальности «Романо-германская филология» (1960) и аспирантуру при МГУ (1960—1963), стажировался у Л. Ельмслева в Копенгагенском университете.
В период учёбы в МГУ являлся активным участником Семинара по машинному переводу, являвшимся в те годы центром притяжения для московских лингвистов. В эти годы приобрёл интерес к структурной лингвистике.
В 1962 организовал экспедицию на Енисей для изучения кетского языка.
Кандидат филологических наук (1964, диссертация «Некоторые вопросы структурной типологии (К типологическому описанию языков на грамматическом уровне)»). Работал в Институте Африки АН СССР младшим научным сотрудником (1963—1965). Старший научный сотрудник (1963—1965) и профессор филологического факультета МГУ (1977—1992).
В 1965 был соорганизатором межфакультетской Лаборатории структурной типологии языков и лингвостатистики при МГУ (впоследствии переименованной в Лабораторию вычислительной лингвистики). В ней он руководил группой типологии языков.
В 1972 году защитил докторскую диссертацию «Книжное произношение в России (Опыт исторических исследований)».
Преподавал в должности приглашённого профессора в Венском университете (1988), Гарвардском (1990—1991) и Корнеллском университетах (1993), в 1990-е годы — в университетах Граца, Рима, Мельбурна, Будапешта. С 1992 года — ведущий научный сотрудник РГГУ.
В 1993 – 2009 гг. - профессор Неаполитанского восточного университета. 
С 2011 года в должности профессора заведует лабораторией лингвосемиотических исследований факультета филологии ВШЭ.
Член редакционной коллегии серии «Труды по знаковым системам». Входит в состав международных редсоветов журналов «Arbor Mundi», «Зборник Матице српске за славистику» (Нови-Сад) и «Slověne = Словѣне».

## Членство в академиях наук, почётные учёные звания
- Действительный член Academia Europaea (Лондон, 1990)
- Иностранный член Австрийской академии наук (1987)
- Иностранный член Норвежской академии наук (1999)
- Иностранный член Польской академии наук (2011)
- Почётный член Международного общества визуальной семиотики
- Почётный член Британского общества по изучению славянской культуры
- Член Международной ассоциации семиотических исследований (1976)
- Член лундского Королевского общества гуманитарных исследований
- Доктор honoris causa Российского государственного гуманитарного университета
- Доктор honoris causa университета им. Константина Преславского (Болгария)
- Доктор honoris causa Белградского университета
- Доктор honoris causa Таллинского университета
- Доктор honoris causa Университета Итальянской Швейцарии

## Семья и личная жизнь
- Старший брат — математик Владимир Андреевич Успенский (1930—2018)[6].
- Первая жена — Галина Петровна Коршунова (1937—1978), преподаватель ИСАА при МГУ[9]
  - Сын Иван (род. 1967) — сотрудник Немецкого культурного центра им. Гёте в Москве[10]
  - Сын Фёдор (род. 1970) — лингвист, директор Института русского языка РАН, член-корреспондент РАН.
- Вторая жена — Татьяна Феодосьевна Владышевская (род. 1944), музыковед[11].

Успенский в молодости писал стихи.

## Научная работа
Написал ряд работ по истории русского литературного языка, разработал теорию диглоссии. В соответствии со взглядами Успенского, в Древней Руси русский язык и церковнославянский язык выполняли свою роль в разных контекстах — русский язык употреблялся в разговорном общении, церковнославянский выступал как книжный, литературный язык.
Проводил исследования книжного (литургического) произношения в Древней Руси и у старообрядцев.  
Впервые опубликовал первую грамматику русского языка, написанную на нем же и предназначенную для русских.  
Проводил исследования по семиотике текстов и русских икон.  
Автор около 500 научных публикаций.

### Книги
- Структурная типология языков. — М.: Наука, 1965. — 286 с.
- Архаическая система церковнославянского произношения (Из истории литургического произношения в России). — М.: Изд-во МГУ, 1968. — 156 с.
- Из истории русских канонических имён (История ударения в канонических именах собственных в их отношении к русским литературным и разговорным формам). — М.: Изд-во МГУ, 1969.- 334 с.
- Поэтика композиции (Структура художественного текста и типология композиционной формы). — М.: Искусство, 1970. — 224 с.
- Первая русская грамматика на родном языке (Доломоносовский период отечественной русистики). М.: Наука, 1975. — 232 с.
- Филологические разыскания в области славянских древностей (Реликты язычества в восточнославянском культе Николая Мирликийского). — М.: Изд-во МГУ, 1982. — 245 с.
- Из истории русского литературного языка XVIII — начала XIX века (Языковая программа Карамзина и её исторические корни). — М.: Изд-во МГУ, 1985. — 215 с.
- История русского литературного языка (XI—XVII вв.). — München: Sagner, 1987. — XII, 367 с. — (Sagners slavistische Samml.; Bd. 12). ISBN 3-87690-380-7.
- Краткий очерк истории русского литературного языка. — М.: Гнозис, 1994. — 240 с.
- Избранные труды
  - Т. 1: Семиотика истории. Семиотика культуры. — М.: Гнозис, 1994. — 430 с.: портр. ISBN 5-7333-0385-9.
    - 2-е изд. — М.: Языки русской культуры, 1996. — 608 с. ISBN 5-88766-007-4.

  - Т. 2: Язык и культура. — М.: Гнозис, 1994. — 686 с.: портр. ISBN 5-7333-0406-5.
    - 2-е изд. — М.: Языки русской культуры, 1996. — 780 с., [1] л. портр. ISBN 5-88766-008-2.

  - Т. 3: Общее и славянское языкознание. — М.: Языки русской культуры, 1997. — 800 с.: портр. ISBN 5-88766-009-0.
- Семиотика искусства. — М.: Языки русской культуры, 1995. — 360 с., 69 илл. ISBN 5-88766-003-1.
- Царь и патриарх: харизма власти в России (Византийская модель и её русское переосмысление). — М.: Языки русской культуры, 1998. — 676 с.
- Борис и Глеб: восприятие истории в Древней Руси. — М.: Языки русской культуры, 2000. — 128 с. ISBN 5-7859-0144-7.
- Поэтика композиции. — СПб. : Азбука, 2000. — 348 с. ISBN 5-267-00280-1.
- Царь и император: Помазание на царство и семантика монарших титулов. — М.: Языки русской культуры, 2000. — 144 с. — (Язык. Семиотика. Культура. Малая серия.) ISBN 5-7859-0145-5.
- История русского литературного языка (XI—XVII вв.). 3-е изд., испр. и доп. — М.: Аспект-Пресс, 2002. — 560 с. ISBN 5-7567-0146-X.
- Этюды о русской истории. — СПб.: Азбука, 2002. — 475 с. —(Academia). — Библиогр.: с. 415—474. ISBN 5-267-00610-6.
- Историко-филологические очерки. — М.: Языки русской культуры, 2004. — 176 с. — (Язык. Семиотика. Культура. Малая серия.) ISBN 978-5-9551-0044-9.
- Крестное знамение и сакральное пространство: почему православные крестятся справа налево, а католики — слева направо. — М.: Языки славянских культур, 2004. — 158 с. — (Язык. Семиотика. Культура : Малая сер.). ISBN 5-9551-0033-4.
- Часть и целое в русской грамматике. — М.: Языки славянских культур, 2004. — 122 с. ISBN 5-9551-0043-1
- Крест и круг (Из истории христианской символики). — М.: Языки славянских культур, 2006. — 488 с.
- Ego Loquens. Язык и коммуникационное пространство. — М.: РГГУ, 2007. — 320 с. ISBN 978-5-7281-0928-0.
- Вокруг Тредиаковского. Труды по истории русского языка и русской культуры. — М.: Индрик, 2008. — 608 с. — ISBN 978-5-91674-010-3.
- Гентский алтарь Яна ван Эйка: композиция произведения: божественная и человеческая перспектива. — М.: Индрик, 2009. — 207 с., [50] л. ил., портр., цв. ил. ISBN 978-5-91674-061-5.
- Успенский Б. А., Успенский Ф. Б. Иноческие имена на Руси. — М., СПб.: Нестор-История, 2017. — 340 с. ISBN 978-5-4469-1082-3.
- Воцарение Петра Первого: новый взгляд на старые источники. — СПб.: Евразия, 2022. — 155 с. — (Parvus libellus). ISBN 978-5-8071-0563-9.

### Учебники
- Успенский Б. А. История русского литературного языка (XI—XVII вв.). — М.: Аспект Пресс. 2002. — 558 с.

### Статьи
- Семиотические проблемы стиля в лингвистическом освещении // Труды по знаковым системам. IV. — Тарту, 1969. — С. 487—501.
- О семиотике иконы // Труды по знаковым системам. Вып. V. Учёные записки Тартуского университета. Вып. 28. — Тарту, 1971. — С. 178—223.
- Historia sub specie semioticae // Культурное наследие Древней Руси. Истоки, становление, традиции. М.: Наука, 1976. С. 286—292.
- Культ Николы на Руси в историко-культурном освещении (специфика восприятия и трансформации исходного образа) // Труды по знаковым системам. X. Тарту, 1978. С. 86—140 (Учёные записки Тартуского университета, вып. 463).
- К символике времени у славян: «чистые» и «нечистые» дни недели // Finitis duodecim lustris: Сборник статей к 60-летию проф. Ю. М. Лотмана. — Таллин, 1982. — С. 70—75.
- К вопросу о хомовом пении // Музыкальная культура средневековья. Вып. 2. (Тезисы и доклады конференций). М., 1991. — С. 144—147.
- Древнерусское богословие: проблема чувственного и духовного опыта (представления о рае в середине XIV в.) // Русистика. Славистика. Индоевропеистика (Сборник к 60-летию А. А. Зализняка). — М., 1996. —С. 105—151.
- Иона, архиепископ Новгородский, и вопрос о каноническом подчинении Новгородской епархии (К истории борьбы московской и литовской партии в Новгороде) // Slověne = Словѣне, 2023,  №1, Институт славяноведения Российской академии наук — С. 42—82.